# Wauconda
Wauconda is een plaats (village) in de Amerikaanse staat Illinois, en valt bestuurlijk gezien onder Lake County.

## Demografie
Bij de volkstelling in 2000 werd het aantal inwoners vastgesteld op 9448. In 2006 is het aantal inwoners door het United States Census Bureau geschat op 11.823, een stijging van 2375 (25,1%).

## Geografie
Volgens het United States Census Bureau beslaat de plaats een oppervlakte van 11,1 km², waarvan 10,0 km² land en 1,1 km² water. Wauconda ligt op ongeveer 238 m boven zeeniveau.

## Black Panther-hype
Sinds dat de Marvelfilm Black Panther uitkwam, wilden mensen verhuizen naar Wakanda (de fictionele staat uit de film) en zochten 'de ware plaats' en kwamen uit bij Wauconda, omdat de naam van het dorp uitgesproken wordt als 'Wakanda'.

## Plaatsen in de nabije omgeving
De onderstaande figuur toont nabijgelegen plaatsen in een straal van 8 km rond Wauconda.